# Bill Wyatt
	William George „Bill” Wyatt (ur. 27 lipca 1938 w Melbourne) – australijski koszykarz, olimpijczyk.
Reprezentował Autralię na Letnich Igrzyskach Olimpijskich 1964, które odbyły się w Tokio, zajmując 9. miejsce oraz na Letnich Igrzyskach Olimpijskich 1972 w Monachium, gdzie zajął 9. miejsce.